# 1919年シーズンのディケーター・ステイリーズ
1919年は、ディケーター・ステイリーズのチーム創設の年。後にシカゴ・ベアーズとして知られることとなるチームは、食品デンプン製造会社のA・E・ステイリーで従業員の愛社精神や結束力を高める目的で結成された。チームの構成員は全員が会社の従業員で初年度は6勝1敗でイリノイ州の地域リーグで優勝した。

## 設立経緯
食品デンプン製造会社A・E・ステイリーを設立したステイリーは、全米レベルの強豪チームを作るつもりはなく、会社の従業員がチームスポーツに参加することにより、人格形成、団結力、愛社精神に資すると考えて、フットボールチームの設立を計画した。1919年9月20日、2年前に設立した会社の野球チームメンバーと相談し、野球チームのメンバーに用具費用として1000ドルを提供し、フットボールチームを設立した。。野球チームの外野手フレッド・P・ワセムが初代ゼネラルマネージャーに就任し、彼を補佐するために大学の元フットボール・ヘッドコーチを招いた。
チームのメンバーは全て会社の従業員で構成され、多くが大学でのフットボール経験があったが、ゼネラルマネージャーのワセムはトライアウトを行い、未経験者にも門戸を開いた。
こうして結成されたステイリーズは、初年度6勝1敗で地域リーグである中央イリノイリーグで優勝を果たした。

## 参照